# Ernst Kreidolf
 (août 2021).
Ernst Kreidolf (de son nom complet Konrad Ernst Theophil Kreidolf), né à Berne (Suisse) le 9 février 1863 et mort dans cette ville le 12 août 1956, est un peintre, dessinateur et illustrateur suisse de livres d'images. Il a vécu et travaillé plus de trente ans en Allemagne.

## Œuvres

### Albums illustrés
- Blumenmärchen, 1898
- Fitzebutze (de) de Richard et Paula Dehmel (de), 1900
- Die schlafenden Bäume. Ein Märchen in Bildern, 1901
- Die Wiesenzwerge, 1902
- Schwätzchen für Kinder, 1903
- Der Buntscheck, 1904
- Alte Kinderreime, 1905
- Sommervögel, 1908
- Gartentraum, 1911
- Alpenblumenmärchen, 1922[1]
- Biblische Bilder
- Wintermärchen, 1924 (musique de Max Kaempfert (de))
- Lenzgesind, 1926
- Das Hundefest, 1928
- Bei den Gnomen und Elfen, 1929
- Kinderzeit, 1930
- Grashupfer, 1931

### Livres illustrés
- Hedwig Bleuler-Waser, Zwerghütlein, 1919
- Hedwig Bleuler-Waser, Lenzbub kommt. Märchen die geschehen, A. Franke Verlag, Bern 1920.
- Adolf Frey (de), Blumen Ritornelle, Rotapfelverlag, Erlenbach ZH/Leipzig 1921.
- Leopold Weber (de), Traumgestalten, Rotapfelverlag, Erlenbach ZH/Leipzig 1922.
- Roti Rösli im Garten, Staatlicher Lehrmittelverlag des Kantons Bern, 1925 (Lesebuch für Kinder des 3. Schuljahres).
- Karl Eugen Schmidt (de), Aus dem Tagebuch eines Säuglings, Deutsche Verlags-Anstalt, Stuttgart und Leipzig 1905.

### Autobiographie
- Ernst Kreidolf, Lebenserinnerungen, Herausgegeben von Jakob Otto Kehrli, Zürich 1957.

### Huiles
Au Musée des Beaux-Arts de Berne sont visibles :
- Männlicher Studienkopf, 1888 (Inv. 1024)
- Schafweide, 1920 (Inv. 1574)
- Der Sündenfall (La Chute), 1928 (Inv. 1096)
- Bildnis Regierungsrat Leo Merz, 1932 (Inv. 1203)
- Bildnis des Schriftstellers Leopold Weber (de), 1932 (Inv. 1204)
- Herbst im bayrischen Gebirge, 1956 (Inv. 1877)